# Гізульф Сполетський
Гізульф, у 759–761 герцог Сполетський. Отримав герцогство з рук короля Лангобардів Дезидерія та правив від його імені.